# 유지 (치천의왕)
치천의왕 유지(菑川懿王 劉志, ? ~ 기원전 130년)는 중국 전한의 황족·제후왕으로, 전한 고조의 손자며 제도혜왕 유비의 아들이다. 오초칠국의 난 당시에는 제북왕이었고, 가담하지 않아 치천왕으로 이봉되었다.

## 일대기
문제 4년(기원전 176년), 제북왕 유흥거가 반란을 일으켰다 자살한 이듬해에, 문제에게서 형제들과 함께 열후로 봉해져 안도후(安都侯)가 되었다. 문제 16년(기원전 164년), 전년 제문왕 유칙이 후사 없이 죽어 폐지된 제나라를 일곱으로 나누어 제도혜왕의 아들들과 성양공왕을 봉하면서 제북나라 왕이 되었다. 제북왕은 재위 4년(기원전 161년), 5년(기원전 160년), 10년(기원전 155년) 세 차례 입조했다.
경제의 시대에 조조를 주축으로 하여 조정에서 제후왕의 영지를 줄이는 정책을 펴자, 이에 반발한 오왕 유비가 교서왕 유앙을 한편으로 꼬드겼고 유앙은 일곱 제나라 중 성양나라를 제외한 여섯 나라에 사람을 보내 거사에 함께하도록 권했다. 제북왕도 처음에는 이에 동참하겠다고 했으나, 아직 성이 무너진 것을 다 보수하지 못했다 하여 낭중령의 겁박을 받아 군대를 일으키지 못했다. 반란에 가담했다 철회한 제나라 효왕이 진압군의 추궁에 못 이겨 자살하자 자신도 자살해 처자나마 지키고자 했는데, 제나라 사람 공손확(公孫玃)이 반란 진압에서 큰 공을 세운 양나라 효왕을 설득해 보자고 해 공손확을 양효왕에게 보냈다. 공손확은 양효왕을 치켜세우고 제북왕이 감히 반란군과 맞서 싸우지 못하는 이유를 변호했고, 양효왕은 기뻐해 조정에 제북나라의 변명을 전했다. 조정에서는 제북왕이 자국을 지키며 병사를 내지 않았다 하여, 제북왕은 반란 권유를 받은 여섯 나라의 왕 중 홀로 살아남았으며, 자살한 치천왕 유현을 대신해 치천왕으로 옮겼다.
치천왕이 되어서는 16년(기원전 144년)·17년(기원전 143년)·22년(기원전 138년) 세 차례 입조했다. 11년을 제북왕으로, 24년을 치천왕으로 총 35년간 왕을 지내다가 기원전 130년에 죽었다.

## 가계
- 제도혜왕 유비
  - 치천의왕 유지
    - 치천정왕 유건
    - 용구후 유대
    - 극원후 유조
    - 회창이후 유고수
    - 평망의후 유상
    - 임중경후 유시창
    - 갈괴절후 유관
    - 익도경후 유호
    - 평적대후 유강
    - 극괴의후 유흑
    - 수량후 유수
    - 평도강후 유행
    - 의성강후 유언
    - 임구이후 유노

치천의왕의 아들들은 왕이 된 태자 치천정왕을 제외하고 모두 원삭 2년(기원전 127년) 5월 을사일에 후작으로 봉해졌다. 용구후 유대는 사기에서는 강도역왕의 아들이라고, 한서에서는 치천의왕의 아들이라고 한다.